# Клейнмихель, Владимир Петрович
Граф Владимир Петрович Клейнмихель (1839—1882) — генерал-майор из рода Клейнмихелей, герой русско-турецкой войны 1877—1878 годов.

## Биография
Сын главноуправляющего путями сообщения графа Петра Андреевича Клейнмихеля от брака с Клеопатрой Петровной Ильинской. Его братья: Николай (полковник), Александр, Константин (сенатор, тайный советник), Михаил.
Образование получил в Пажеском корпусе, из которого выпущен 6 июня 1857 года прапорщиком в лейб-гвардии Преображенский полк.
В 1863 году участвовал в подавлении Польского восстания и, в частности, в боях 10 и 12 августа у местечка Сейно и фольварка Славанты и 29 октября у местечка Сереи, где были разбиты «остатки шайки Острога»[уточнить]. За отличие был награждён орденом св. Станислава 3-й степени с мечами и бантом.
17 декабря 1863 года Клейнмихель был назначен полковым адъютантом, а 22 марта 1864 года уже в чине поручика, получил назначение адъютантом к великому князю Николаю Николаевичу Старшему.
В июле 1874 года Клейнмихель был произведён в полковники. 17 апреля 1876 года Клейнмихель был назначен командиром лейб-гвардии 4-го стрелкового Императорской фамилии батальона, и 6 декабря того же года пожалован званием флигель-адъютанта.
С батальоном Клейнмихель принимал участие в кампании 1877—1878 годов против турок и неоднократно отличался.
Так 12 октября 1877 года, в сражении под Горным Дубняком, он, лично предводительствуя стрелками, взял большие редуты, за что 10 февраля 1878 года был награждён золотой саблей с надписью «За храбрость». Вслед затем, 11 ноября, Клейнмихель лично несколько раз брал приступом траншеи и выбил неприятеля с занятой им позиции; за это дело он был 12 апреля 1878 года произведён в генерал-майоры с зачислением в Свиту Его Величества, и кроме того, 30 марта 1879 года награждён орденом св. Георгия 4-й степени
В воздаяние за отличие, оказанное 11 Ноября 1877 года, при атаке Турок под Правецом, где, будучи в чине полковника командиром 4-го Стрелкового Императорской Фамилии батальона, своею неустрашимостию служил примером для подчиненных.
19 декабря 1877 года, под Ташкисеном, Клейнмихель содействовал, удачным и своевременным обходом, взятию трёх турецких редутов правого фланга; за отличие награждён орденом св. Владимира 3-й степени с мечами. 21 декабря он под Враждебно атаковал ключ турецкой позиции, мост через реку Искер и овладел им вместе с остальными батальонами гвардейской стрелковой бригады. Наконец Клейнмихель с 3 по 5 января 1878 года участвовал в трёхдневном бою под Филиппополем.
10 апреля 1879 года Клейнмихель был назначен командиром лейб-гвардии Семёновского полка.
Скончался от воспаления лёгких 27 января 1882 года в Санкт-Петербурге. Тело его погребено в полковой церкви лейб-гвардии Семёновского полка.

## Семья

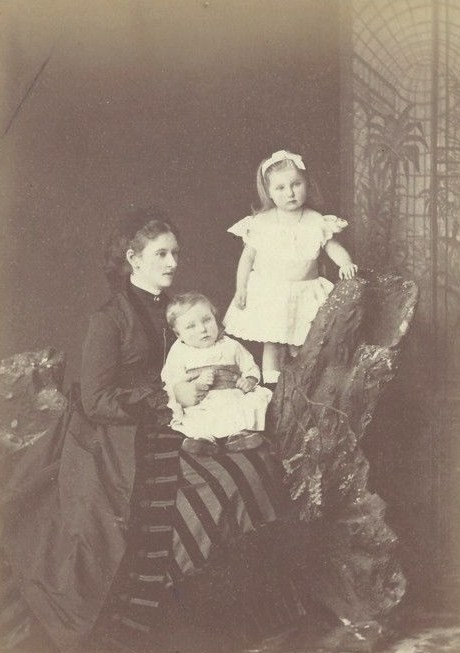
Екатерина Петровна с детьми

Жена (с 8 января 1871 года) — княжна Екатерина Петровна Мещерская (1843—1925), фрейлина двора (01.12.1866), дочь подполковника гвардии князя П И. Мещерского (сын писательницы С. С. Мещерской) и Е. Н. Карамзиной (дочь историографа). По отзыву современников, высокая, эффектная, с роскошными золотистыми волосами, молодая княжна Мещерская была одной из первых красавиц при дворе. С конца 1880-х годов из-за признаков чахотки основным местом её пребывания был Кореиз. В Крыму графиня Клейнмихель занималась благотворительностью, стояла у истоков ялтинской Общины сестер милосердия «Всех скорбящих радость». За свою деятельность была пожалована (21.12.1916) в кавалерственные дамы Ордена Святой Екатерины (меньшого креста). С 1919 года жила в эмиграции, умерла в Париже.
- Мария Владимировна (01.07.1872[2]—1951), родилась в Петербурге, крещена 15 июля 1872 года в Исаакиевском соборе при восприемстве великого князя Николая Николаевича и принцессы Марии Баденской; фрейлина, замужем за генералом И. С. Эттером. Умерла в Хельсинки.
- Петр Владимирович (1874—1919), расстрелян в Сочи, женат на Марии Николаевне Шиповой (1876—1960), дочери Н. Н. Шипова.
- Вера Владимировна (Вера Кляйнміхель; 1877—1948), фрейлина, в первом браке с 1900 года за князем Д. И. Орбелиани (1875—1922), сыном И. М. Орбелиани; после развода, вышла замуж за генерал- майора В. И. Шебеко. Автор воспоминаний, умерла в Париже.
- Николай Владимирович (1877—1918), близнец Веры, служил в Кавалергардском полку, в 1903—1917 состоял Богодуховским уездным (Харьковской губернии) предводителем дворянства, Московский вице-губернатор. Расстрелян большевиками в Евпатории.

## Награды
- Орден Святого Станислава 3-й степени с мечами и бантом (1863)
- Орден Святой Анны 2-й степени (1871)
- Орден Святого Владимира 3-й степени (1876); мечи к ордену (1878)
- Золотое оружие «За храбрость» (1878)
- Орден Святого Георгия 4-го класса (1879)
- Орден Святого Станислава 1-й степени (1880)

Иностранные:
- Прусский Орден Короны 3-й степени (1869)
- Прусский Орден Красного орла 3-й степени (1873)
- Австрийский Орден Железной короны 3-й степени (1874)
- Французский Орден Почётного легиона кавалерский крест (1879)